# Jelení vrch (Góry Kamienne)
Jelení vrch (751 m n.p.m., niem. Rülis) – góra w północnych Czechach, w Sudetach Środkowych, w Górach Kamiennych, w paśmie Gór Suchych (cz. Javoří hory).
Wzniesienie położone w Sudetach Środkowych, w Górach Kamiennych, w środkowej części pasma Gór Suchych, w bocznym grzbieciku, odchodzącym ku południowemu wschodowi na południe od Kościelca. Na południowym wschodzie leży miejscowość Heřmánkovice.
Cały masyw porośnięty lasem świerkowym (monokultura świerkowa), miejscami buczyną z domieszką świerka. Znajduje się w Obszarze Chronionego Krajobrazu Broumovsko. Na północ od Jelení vrchu znajduje się rezerwat przyrody Heřmánkovické údolí.